# 石津北停留場
石津北停留場（日语：／ Ishizu-Kita teiryūjō */?）是一個位於日本大阪府堺市西區濱寺石津町中1丁，屬於阪堺電氣軌道阪堺線的停留場。車站編號為HN27。

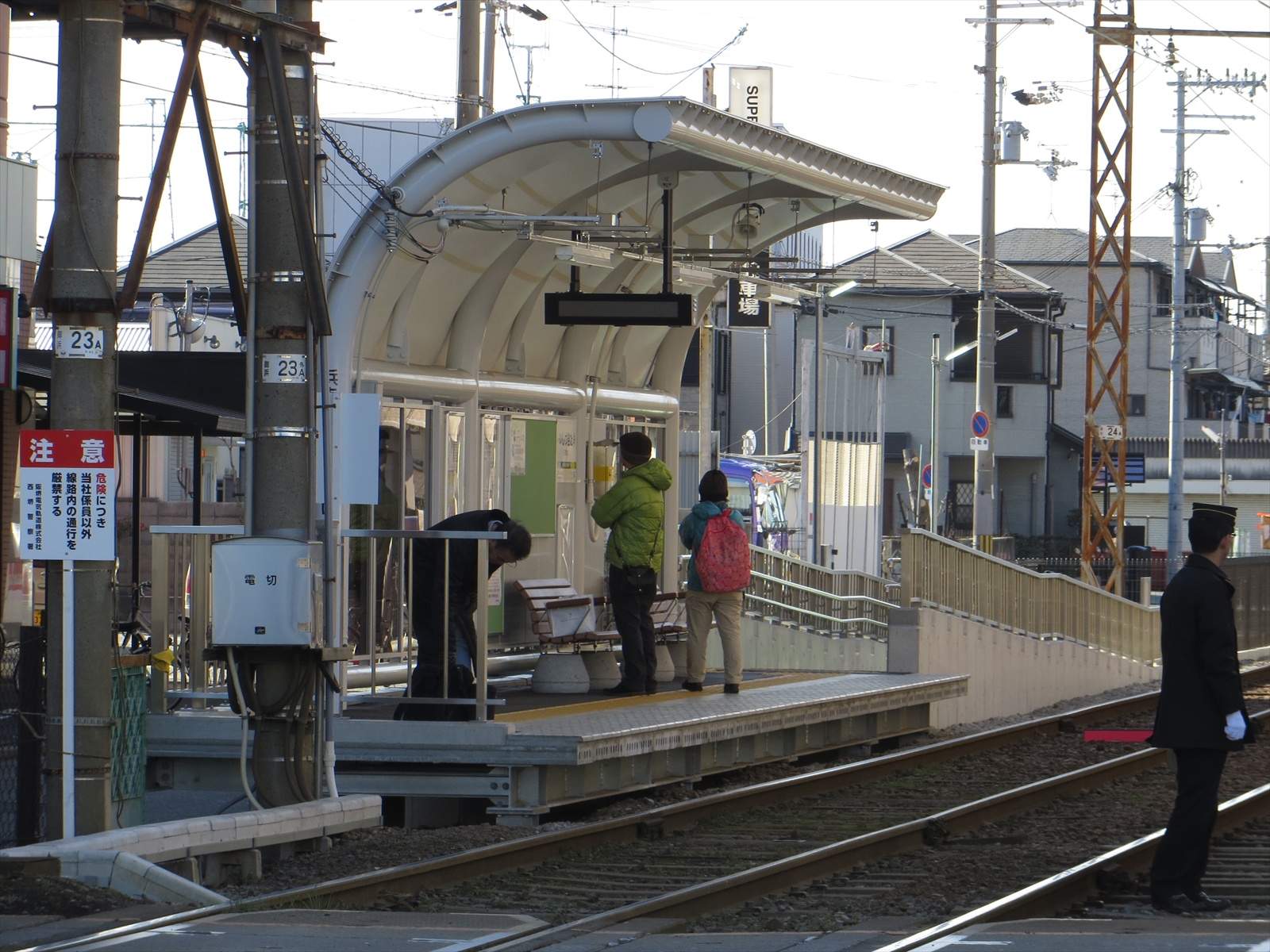
月台（2015年2月）

## 車站構造
千鳥式月台2面2線的地面車站。

## 相鄰停留場
阪堺電氣軌道
■阪堺線
東湊（HN26）－石津北（HN27）－石津（HN28）